# Liste der Stolpersteine in Duisburg-Meiderich/Beeck
Die Liste der Stolpersteine in Duisburg-Meiderich/Beeck enthält alle Stolpersteine, die im Rahmen des gleichnamigen Projekts von Gunter Demnig in Duisburg-Meiderich/Beeck verlegt wurden. Mit ihnen soll an Opfer des Nationalsozialismus erinnert werden, die in Duisburg lebten und wirkten. Es ist bekannt, dass etwa 1300 Juden zur Zeit des Nationalsozialismus in Duisburg lebten.

## Beeck
| Adresse        | Name          | Verlegedatum | Inschrift                                                                                      | Bild | Anmerkung |
| -------------- | ------------- | ------------ | ---------------------------------------------------------------------------------------------- | ---- | --------- |
| Marktplatz 4 · | Ida Garenfeld |              | Hier wohnte Ida Garenfeld geb. Mendel Jg. 1867 deportiert 1942 ermordet 1943 in Theresienstadt |      |           |

## Bruckhausen
| Adresse                        | Name           | Verlegedatum | Inschrift                                                                                              | Bild            | Anmerkung |
| ------------------------------ | -------------- | ------------ | --- | --------------- | --- |
| Kaiser-Wilhelm-Straße 78b ·    | Jakob Spiro    | 2016         | Spiro (Szpiro), Jakob Jg. 1896 deportiert 27.10.1941 Lodz/Lizmannstadt 1944 Dachau tot10.02.1945       | Bild gesucht BW | Jakob Szpiro wurde am 29.12.1896 in Zdunska/Wola geboren. Der Stein liegt zurzeit beim Jugendring Duisburg, da er wegen Bauarbeiten noch nicht verlegt werden kann. |
| Kaiser-Wilhelm-Straße 78b ·    | Spiro Rosa     | 2016         | Spiro, Rosa (Raisla Szpiro) Jg.1903 deportiert 27.10.1941 Lodz/Lizmannstadt 08.05.1945 für tot erklärt | Bild gesucht BW | Der Stein liegt zurzeit beim Jugendring Duisburg, da er wegen Bauarbeiten noch nicht verlegt werden kann. |
| Schulstraße 81 ·               | Josef Danziger |              | Danziger, Josef                                                                                        | Bild gesucht BW | |
| geplanter Verlegeort unbekannt | Ise Schwerin   |              | Hier wohnte Ise Schwerin Jg. 1921 deportiert 1941 Łodz für tot erklärt                                 |                 | Der Stein lag zumindest bis 2019 beim Jugendring Duisburg, da er wegen Bauarbeiten noch nicht verlegt werden konnte. Das Mosaik auf der Ostseite des Hauptbahnhofs zeigt mehrere mögliche Verlegeorte entlang der Kaiser-Wilhelm-Straße. Ein Luftbild von 2013 zeigt zahlreiche Gebäude am Westrand von Bruckhausen, die mittlerweile abgerissen wurden. |

## Mittelmeiderich
| Adresse                  | Name              | Verlegedatum | Inschrift                                                                              | Bild                            | Anmerkung                                         |
| ------------------------ | ----------------- | ------------ | -------------------------------------------------------------------------------------- | ------------------------------- | ------------------------------------------------- |
| Augustastraße 29 ·       | Max Stern         |              | Hier wohnte Max Stern Jg. 1881 deportiert 1942 Izbica ermordet                         |                                 |                                                   |
| Augustastraße 29 ·       | Hedwig Stern      |              | Hier wohnte Hedwig Stern geb. Gottschalk Jg. 1889 deportiert 1942 Izbica ermordet      |                                 |                                                   |
| Augustastraße 29 ·       | Mathilde Kaufmann |              | Hier wohnte Mathilde Kaufmann Jg. 1892 deportiert 1941 ermordet in Riga                |                                 |                                                   |
| Augustastraße 29 ·       | Kurt Stern        |              | Hier wohnte Kurt Stern Jg. 1920 deportiert 1942 Izbica ermordet                        |                                 |                                                   |
| Augustastraße 29 ·       | Ingeborg Stern    |              | Hier wohnte Ingeborg Stern Jg. 1927 deportiert 1942 Izbica ermordet                    |                                 |                                                   |
| Augustastraße 29 ·       | Hugo Cohen        |              | Hier wohnte Hugo Cohen Jg. 1893 verhaftet 1941 ermordet 1942 Buchenwald                |                                 |                                                   |
| Baustraße 34 ·           | Hirsch Rosen      |              | Hier wohnte Hirsch Rosen Jg. 1900 deportiert ermordet 1943 in Theresienstadt           |                                 |                                                   |
| Lösorter Straße 59 ·     | Elschen Harmel    | 14. Mai 2007 | Hier wohnte Elschen Harmel Jg. 1931 eingewiesen 'Heilanstalt’ Waldniel ermordet 1943   | Stolperstein für Elschen Harmel |                                                   |
| Unter den Ulmen 33 ·     | Adolf Spitzer     |              | Hier wohnte Adolf Spitzer Jg. 1882 misshandelt von SA ermordet 12.4.1940               |                                 |                                                   |
| Von-der-Mark-Straße 80 · | Josef Grünebaum   |              | Hier wohnte Josef Grünebaum Jg. 1872 misshandelt Pogrom 1938 tot 1942                  |                                 |                                                   |
| Von-der-Mark-Straße 80 · | Emilie Grünebaum  |              | Hier wohnte Emilie Grünebaum Jg. 1876 deportiert ermordet in Minsk                     |                                 | geboren am 29. Juni 1876 in Altenkirchen          |
| Von-der-Mark-Straße 80 · | Hilde Grünebaum   |              | Hier wohnte Hilde Grünebaum Jg. 1916 Flucht Amsterdam deportiert ermordet in Auschwitz |                                 | geboren am 18. April 1916 in Duisburg (Meiderich) |
| Von-der-Mark-Straße 80 · | Julius Philipson  |              | Hier wohnte Julius Philipson Jg. 1899 deportiert 1941 ermordet in Riga                 |                                 |                                                   |
| Von-der-Mark-Straße 80 · | Luise Philipson   |              | Hier wohnte Luise Philipson Jg. 1907 deportiert 1941 ermordet in Riga                  |                                 |                                                   |

## Obermeiderich
| Adresse                    | Name             | Verlegedatum | Inschrift                                                                        | Bild            | Anmerkung |
| -------------------------- | ---------------- | ------------ | -------------------------------------------------------------------------------- | --------------- | --------- |
| Eickenstraße 48 ·          | Wilhelm Lücke    |              | Hier wohnte Wilhelm Lücke Jg. 1908 ermordet 12.4.1940 KZ Mauthausen              |                 |           |
| Emilstraße 13 ·            | David Berkowicz  |              | Hier wohnte David Berkowicz Jg. 1896 deportiert 1941 Łodz ermordet 1945          |                 |           |
| Emilstraße 33 ·            | Wolf Stein       |              |                                                                                  | Bild gesucht BW |           |
| Emilstraße 33 ·            | Schlemce Stein   |              |                                                                                  | Bild gesucht BW |           |
| Moritz-Tigler-Straße 6 ·   | Walter Opitz     |              | Hier wohnte Walter Opitz Jg. 1910 verhaftet KZ Sachsenhausen ermordet 27.12.1939 |                 |           |
| Neubreisacher Straße 30a · | Fritz Wesselbaum |              | Hier wohnte Fritz Wesselbaum Jg. 1904 im Strafbataillon ermordet 7.8.1944        |                 |           |
| Wasgaustraße 42a ·         | Hans Klapper     |              | Hier wohnte Hans Klapper Jg. 1904 im Strafbataillon ermordet 27.1.1945           |                 |           |

## Untermeiderich
| Adresse               | Stadtteil     | Verlegedatum | Person, Inschrift                                                                                    | Bild            | Anmerkung |
| --------------------- | ------------- | ------------ | --- | --------------- | --------- |
| Haxtergrund 10 ·      | Gerd Wiedom   |              | Hier wohnte Gerd Wiedom Jg. 1908 im Widerstand verhaftet Strafbataillon 999 ermordet                 |                 |           |
| Unter den Ulmen 115 · | Albert Rutert |              | Hier wohnte Albert Rutert Jg. 1899 verhaftet 1943 Zuchthaus Lüttringhausen tot 1944 bei Bombenräumen |                 |           |
| Unter den Ulmen 140 · | Willi Teetz   |              | | Bild gesucht BW |           |